# Carrie Brownstein
Carrie Rachel Grace Brownstein, née le 27 septembre 1974, est une musicienne, actrice et réalisatrice américaine, surtout connue comme la chanteuse et guitariste de Sleater-Kinney, groupe de rock féminin originaire d'Olympia, dans l'État de Washington. Elle joue aussi l'un des deux principaux rôles dans la série télévisée humoristique Portlandia.

## Enfance et jeunesse
Elle naît à Seattle dans une famille juive et grandit dans la ville voisine de Redmond. Sa mère est femme au foyer et institutrice et son père avocat d'affaires. Ils divorcent alors qu'elle a quatorze ans et elle est ensuite élevée ainsi que sa sœur cadette par son père.
Elle étudie d'abord dans une école publique, Lake Washington High School avant de rejoindre pour sa dernière année une école privée, The Overlake High School, où elle est une élève moyenne. C'est à cette époque, à quinze ans, qu'elle commence à jouer de la guitare et reçoit notamment des cours de Jeremy Enigk, guitariste du groupe de rock Sunny Day Real Estate. De cette époque elle a dit que « J'étais passée par tant de phases dans mon enfance que quand j'ai commencé la guitare mes parents ont tapé du poing sur la table. Et mon instrument a été la première chose pour laquelle j'ai dû économiser pour l'acheter - et peut-être que c'est pour ça que j'ai continué à en jouer. ». À l'école secondaire, Brownstein découvre aussi le théâtre et participe à la troupe de l'établissement pendant quelque temps.
Diplômée de l'école secondaire, Carrie Brownstein intègre l'université Western Washington puis The Evergreen State College pour y étudier la sociolinguistique. Elle rencontre Corin Tucker, future membre de Sleater-Kinney mais aussi d'autres figures de la culture alternative des années 1990 (mouvement riot grrrl et troisième vague féministe) : la chanteuse et artiste Kathleen Hanna (du groupe Bikini Kill), la musicienne Becca Albee ou encore la guitariste et féministe Tobi Vail. Avec Becca Albee et Curtis James Phillips elle forme le groupe Excuse 17, et joue souvent aux côtés du groupe de Corin Tucker (sa future partenaire dans Sleater-Kinney), Heavens to Betsy.
En 1995 elle participe à Free to Fight, un album et manifeste féministe fondateur du mouvement riot grrrl avec son groupe Excuse 17. En parallèle elle forme avec Corin Tucker le groupe Sleater-Kinney. En 1995 son premier groupe, Excuse 17, se sépare et elle se consacre pleinement à Sleater-Kinney. Elle finit ses études en 1997 et continue à vivre à Olympia jusqu'en 2000.

## Carrière musicale

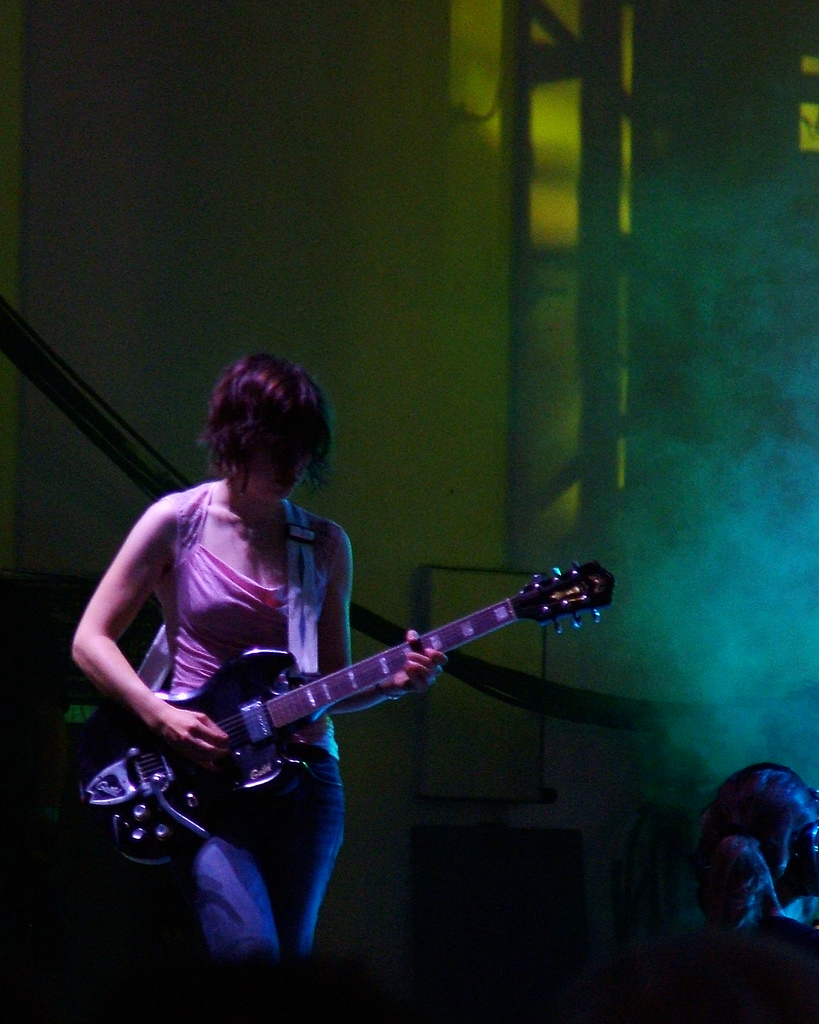
Carrie Brownstein en 2006 au festival Lollapalooza

### Excuse 17
Étudiante au Evergreen State College Brownstein forme en 1993 le groupe Excuse 17. Excuse 17 est un groupe de punk rock aux accents queercore considéré comme un des pionniers du mouvement riot grrrl. Le groupe est à l'origine de deux albums publiés sur des labels indépendants : Excuse Seventeen en 1994 et Such Friends Are Dangerous en 1995, qui reçoit quelques critiques élogieuses. Le groupe participe aussi à de nombreuses compilations typiques du mouvement riot grrrl : ainsi il réalise une chanson sur la compilation punk et féministe Free To Fight en 1995. Le groupe se dissout dans le courant de l'année 1995.

### Sleater-Kinney
Carrie Brownstein rencontre Corin Tucker  en 1992 au Evergreen State College mais toutes deux s'impliquent dans des projets différents. Au début de l'année 1994 Brownstein et Tucker créent Sleater-Kinney. Elles entament une brève relation amoureuse et c'est à l'occasion d'un voyage en Australie fêtant la fin des études de Corin Tucker qu'elles enregistrent leur premier album éponyme.
En 1996 Janet Weiss rejoint le groupe dont elle est le batteur et le troisième membre. C'est le début d'une période de succès pour Sleater-Kinney qui produit six albums jusqu'à son hiatus en 2006. Le groupe enchaîne les concerts et assure la première partie de Pearl Jam, un des groupes qui ont le plus influencé Carrie Brownstein dans sa jeunesse. Sleater-Kinney joue aussi dans de grands festivals comme Lollapalooza et en 2001, le célèbre critique Greil Marcus en parle comme étant « le meilleur groupe de rock d'Amérique ».
En 2006 après la sortie de l'album The Woods, acclamé par la critique le groupe se sépare indéfiniment, chacun de ses membres souhaitant s'engager dans des projets différents ou se consacrer à sa vie privée. D'après Brownstein le « cycle d'écriture et de tournées » du groupe était « éreintant pour la créativité ».
Le groupe se réunit en janvier 2015 avec un nouvel album, No Cities to Love, très largement acclamé,,,, et annonce une tournée au premier semestre 2015 lors de laquelle les rejoint en tant que guitariste Katie Harkin du groupe britannique Sky Larkin.
La musique de Sleater-Kinney occupe une place centrale dans le mouvement riot grrrl. Leurs chansons sont souvent influencées par le féminisme de la troisième vague, traitant notamment de sujets comme le viol et le sexisme, mais aussi l'homosexualité féminine et les questions de genre,. Elles sont de manière plus générale très politiques : ainsi l'album One Beat, sorti en 2002, est parsemé de critiques contre la politique du gouvernement de George W. Bush après les attentats du 11 septembre 2001. Le groupe va néanmoins au-delà de la chanson politique : Carrie Brownstein insiste notamment sur l'accent que le groupe donne à la musique par rapport au discours militant.

### Wild Flag

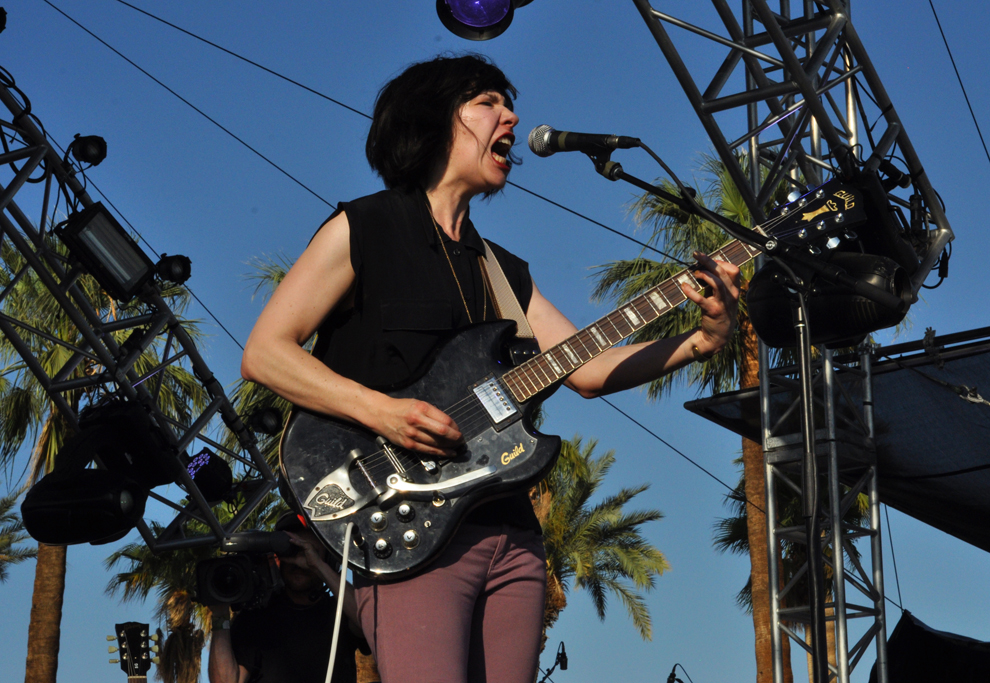
Carrie Brownstein avec le groupe Wild Flag au festival Coachella en 2012

En 2009, alors que Sleater-Kinney est en pause depuis trois ans déjà, Brownstein contacte Janet Weiss mais aussi Mary Timony et Rebecca Cole du collectif Elephant Six. À elles quatre elles forment Wild Flag (stylé WILD FLAG) , un supergroupe de rock indépendant. Wild Flag produit un seul album éponyme en septembre 2011, très bien reçu par la critique. Ils se produisent dans de nombreux concerts à travers les États-Unis. Le groupe cesse d'être actif en 2014, car d'après Carrie Brownstein « même si nous nous sommes bien amusées, toute la logistique a fini par ne plus vraiment en valoir tout à fait la peine ».

### Autres projets musicaux
En 1999 et 2000 Carrie Brownstein a enregistré avec Mary Timony deux EP en tant que « The Spells » : The Age of Backwards et Bat vs. Bird. En 2009 Carrie Brownstein travaille avec Janet Weiss à la bande originale du film documentaire féministe !Women Art Revolution.

## Chroniqueuse et écrivaine
Avant même que Sleater-Kinney ne se sépare en 2006, Carrie Brownstein écrit pour une variété de médias. Elle interviewe pour le magazine littéraire et culturel The Believer nombre de personnalités du monde de la musique et du cinéma américains : Eddie Vedder, Mary Lynn Rajskub ou encore Karen O. En 2007 elle écrit aussi des critiques de jeux vidéo musicaux (comme Rock Band) pour Slate. La même année elle travaille brièvement pour l'agence publicitaire Widen+Kennedy, située à Portland.
Elle écrit entre 2007 et 2010 un blog pour NPR Music intitulé « Monitor Mix ». Elle y parle pour l'essentiel de musique, en souhaitant analyser les œuvres et le contexte dans lequel  elles ont été produites plutôt que de simplement critiquer les albums du moment. Elle dit vouloir que son blog soit « descriptif plutôt que seulement prescriptif ». Elle met fin à son blog en octobre 2010, citant comme raison ses autres activités.
En mars 2009, elle signe avec HarperCollins un contrat pour la publication d'un livre qui devra s'intituler The Sound of Where You Are. Elle souhaite y traiter du « changement radical de dynamique entre le spectateur et l'artiste, de la naissance de l'iPod et la fin des disquaires jusqu'à l'émergence d'une culture à la American Idol où tout le monde peut être une star ». Brownstein a à plusieurs reprises évoqué les difficultés qu'elle éprouve à écrire ce livre. En 2015, Carrie Brownstein annonce que le livre sera une véritable autobiographie et s'intitulera en fin de compte Hunger Makes Me a Modern Girl. Sorti le 27 octobre 2015 le livre est généralement très bien reçu par la critique, plusieurs journalistes louant notamment l'honnêteté de l'écriture et sa simplicité,,,,.
Elle a aussi participé à l'écriture de trois ouvrages dérivés de la série Portlandia. Tout d'abord en 2012 un guide touristique humoristique de Portlandia (c'est-à-dire de la vision de Portland présentée dans la série) écrit avec Fred Armisen, Portlandia: A Guide for Visitors. En 2014 elle écrit avec Fred Armisen et Jonathan Krisel (producteur de la série) un livre de recettes inspirées de Portlandia, The Portlandia Cookbook : livre humoristique, il comprend néanmoins aussi de véritables recettes. Cet ouvrage est plutôt bien reçu par la critique,. Enfin elle est toujours avec Armisen et Krisel à l'origine d'un livre de jeux autour de Portlandia, The Portlandia Activity Book.

## Carrière d'actrice

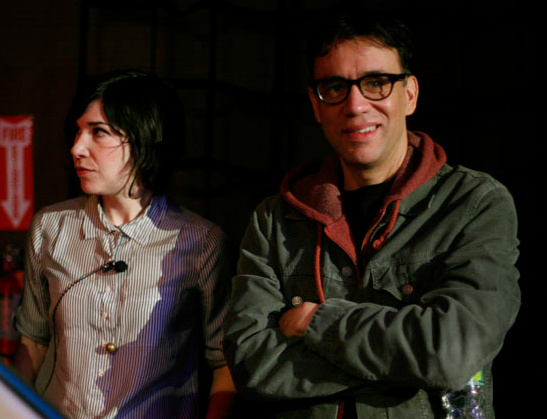
Carrie Brownstein et Fred Armisen en 2012.

Lorsque Carrie Brownstein joue pour la première fois (dans le court métrage Fan Mail) elle voit cela comme un « simple hobby ». Elle rencontre Miranda July à l'université et noue avec elle une amitié qui la conduit à jouer en 2001 dans son court métrage expérimental Getting Stronger Every Day. Elles créent ensemble un cours de théâtre informel, réunissant fréquemment au long de l'année 2002 une dizaine d'amis : « l'un de nous allait à la bibliothèque et en rapportait un  livre d'où il tirait un exercice de théâtre à présenter à la classe [..] Aucun d'entre nous ne connaissait quoi que ce soit et il n'y avait pas de professeur » se souvient dix ans plus tard Miranda July.
En 2009 elle apparaît dans le film indépendant de Matt McCormick Some Days Are Better Than Others aux côtés de James Mercer, guitariste et chanteur du groupe The Shins.
En 2003 elle rencontre à l'occasion d'une fête du Saturday Night Live l'acteur Fred Armisen qui en faisait alors partie,. Ils se lient d'amitié et créent dès 2007 un duo comique intitulé ThunderAnt,. Sous ce nom ils publient des dizaines de sketches sur Internet et créent certains des personnages de la série télévisée Portlandia. En janvier 2011 Portlandia commence à être diffusée sur IFC aux États-Unis : dans chaque épisode de 22 minutes se succèdent plusieurs sketches dont Brownstein et Armisen sont les interprètes principaux. Au-delà de sketches purement épisodiques plusieurs personnages apparaissent de façon récurrente et se développent au fil de la série. En 2011 Portlandia remporte un Peabody Award.
En 2014, Carrie Brownstein tient un second rôle dans la série Transparent, une comédie dramatique exclusivement diffusée sur Amazon Instant. La série a reçu le Golden Globe de la meilleure série télévisée musicale ou comique 2015.
En 2014, elle signe un contrat pour apparaître dans Carol, long métrage de Todd Haynes basé sur un roman de Patricia Highsmith. Le film sort en 2015.
En 2018, elle incarne Suzanne dans Don't Worry, He Won't Get Far on Foot de Gus Van Sant.

## Carrière de réalisatrice
Carrie Brownstein réalise quatre épisodes de Portlandia, deux épisodes de la série Mrs. Fletcher (2019) et un épisode de la série Minx (2022).

## Vie personnelle

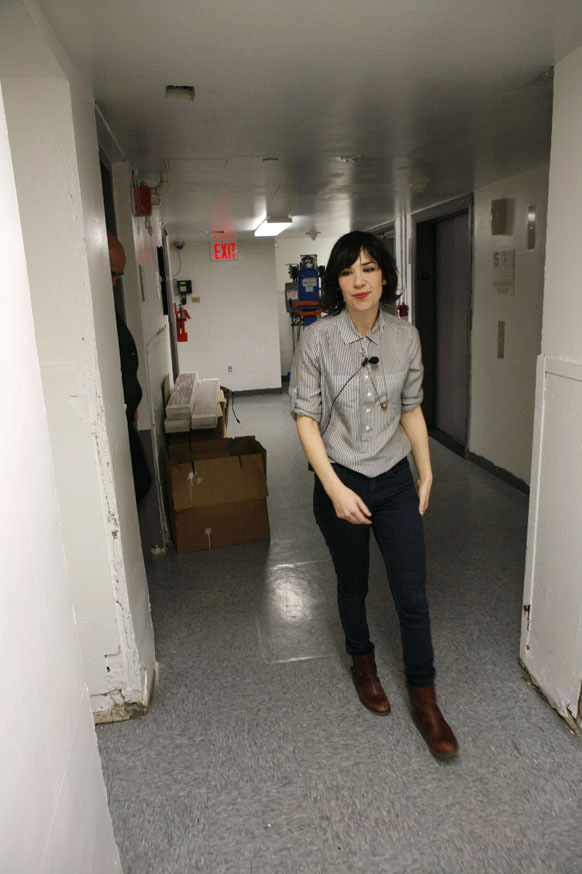
Carrie Brownstein en 2012.

La sexualité de Carrie Brownstein a longtemps été l'objet de spéculations : en 2006 le New York Times la décrit comme étant « ouvertement gay », et sa relation avec Corin Tucker (sa partenaire dans Sleater-Kinney) est rendue publique dès 1996 dans le magazine  Spin. En 2010 dans une interview accordée à un hebdomadaire local de Portland, le Willamette Week, elle affirme « s'identifier définitivement comme bisexuelle » et ajoute que « personne ne [lui] a jamais posé la question mais les gens supposent toujours [qu'elle est] ceci ou cela ». N'ayant jamais été mariée et sans enfants, elle se dit réticente à l'idée de nouer des relations romantiques durables : « Partir et avancer, retourner à un sens familier d'autonomie et d'indépendance est ce que je connais, c'est une sensation réconfortante et rassurante » déclare-t-elle ainsi en 2012 au New Yorker.
Brownstein a toujours vécu dans la région du Nord-Ouest Pacifique des États-Unis, et en particulier dans les États de Washington et l'Oregon. Elle éprouve un attachement particulier pour la ville de Portland (Oregon) où elle continue à résider aujourd'hui.
Politiquement, elle a de façon répétée, dans la presse comme dans son travail, affirmé son attachement à des idées féministes et progressistes. Au début des années 2000 elle s'engage, à travers Sleater-Kinney et individuellement, contre la politique du président George W. Bush. Dans le cadre de son engagement féministe, elle participe pour l'élection présidentielle américaine de 2012 aux côtés de Lena Dunham, Miranda July ou encore Kate Nash à une vidéo reprenant la chanson de Leslie Gore You Don't Own Me pour soutenir Barack Obama et sa politique en faveur des femmes.